# 1953 au Canada
Pour un article plus général, voir Chronologie du Canada.
Cet article traite des événements qui se sont produits durant l'année 1953 au Canada.

## Événements
- En 1953 de nombreux Portugais sont arrivés au Canada pour des causes politiques et économiques : ils ont ainsi développé leur communauté au Canada.

### Politique

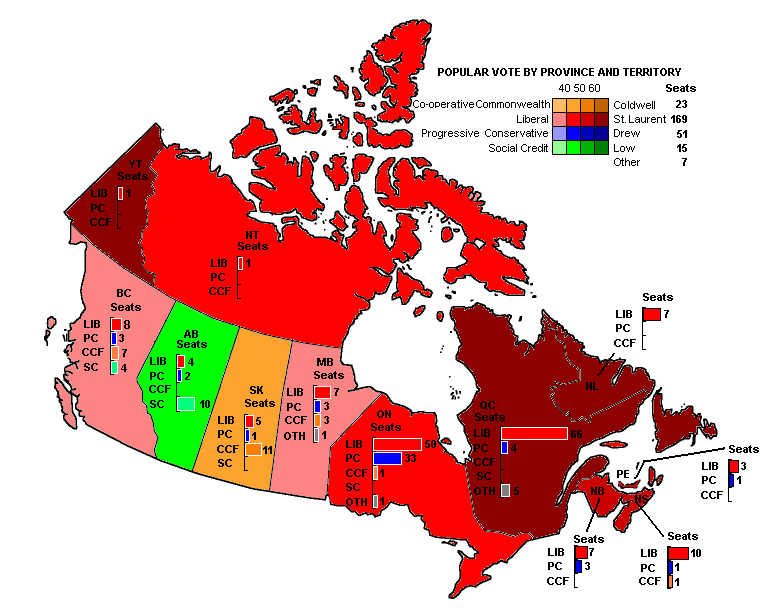
Élection fédérale de 1953

- 10 avril : élection générale britanno-colombienne. W.A.C. Bennett (Crédit Social) est réélu avec un gouvernement majoritaire avec 28 siège à l'Assemblée législative de la Colombie-Britannique.

- 2 juin : couronnement d'Élisabeth II en tant que reine du Canada.

- 10 août : élection fédérale. Louis St-Laurent forme un nouveau gouvernement majoritaire libéral.
- La capitale du Yukon est transférée de Dawson City à Whitehorse.

### Justice
- 10 juin : début de l'Affaire Coffin.

### Sport

#### Hockey
- Fin de la Saison 1952-1953 de la LNH suivi des Séries éliminatoires de la Coupe Stanley 1953. Les Canadiens de Montréal remportent la Coupe Stanley contre les Bruins de Boston.
- Les Flyers de Barrie remportent la Coupe Memorial 1953.
- Début de la Saison 1953-1954 de la LNH.

### Économie
- Ouverture des supermarchés IGA.
- Ouverture du premier magasin La Cordée à Montréal.

### Science
- Une équipe de chimiste menée par Raymond Lemieux réussit à synthétiser le saccharose.
- Invention du biberon sans air par Jean Saint-Germain.

### Culture

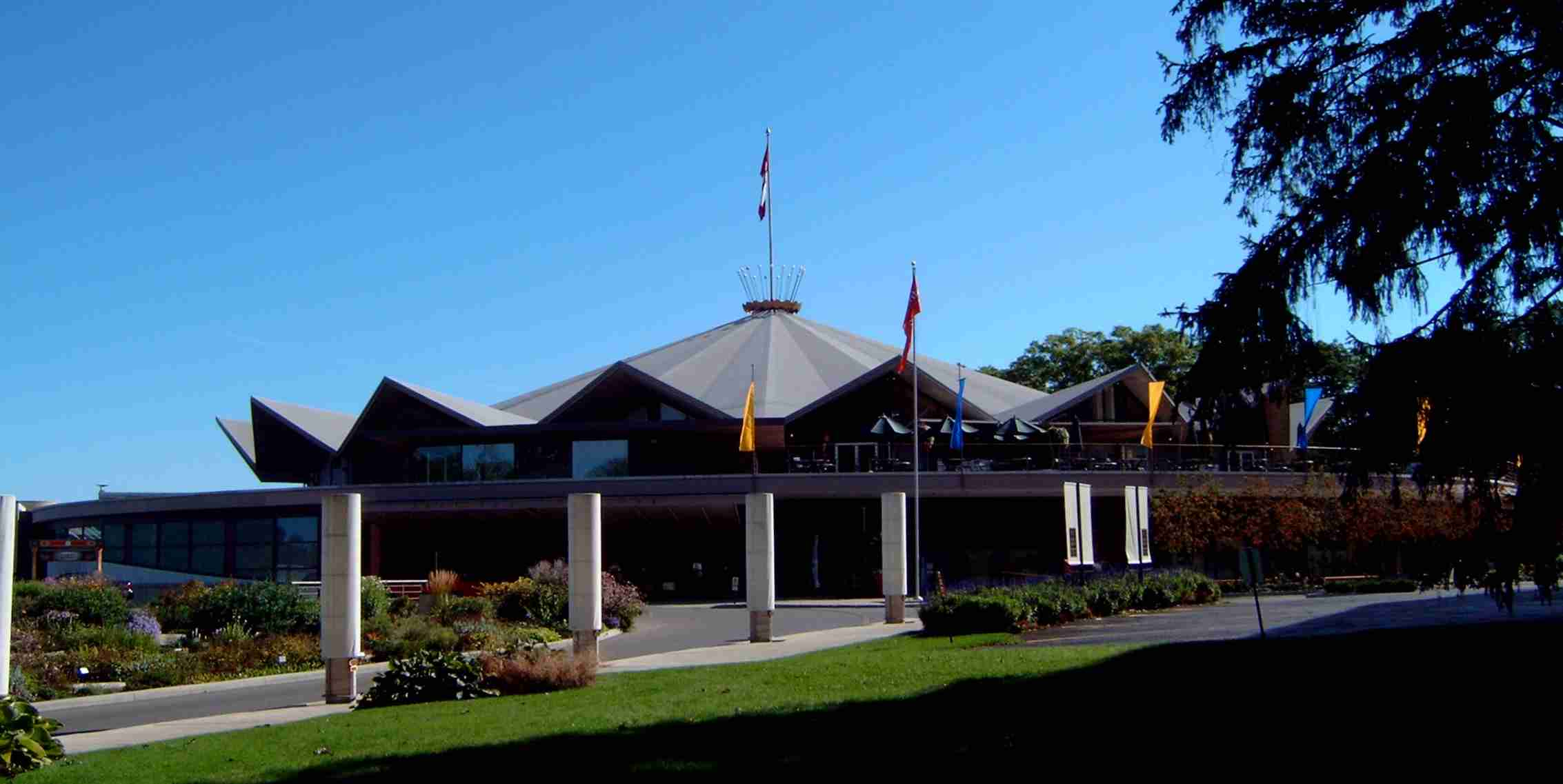
Le théâtre du festival de Stratford

- 13 juillet : ouverture du Festival de Stratford du Canada en Ontario.

#### Chanson
- Jen Roger interprète Toi ma richesse.

#### Film
- Cœur de maman de René Delacroix et Henri Deyglun.
- Tit-Coq, film de Gratien Gélinas.

#### Livre
- Poussière sur la ville de André Langevin.

#### Télévision

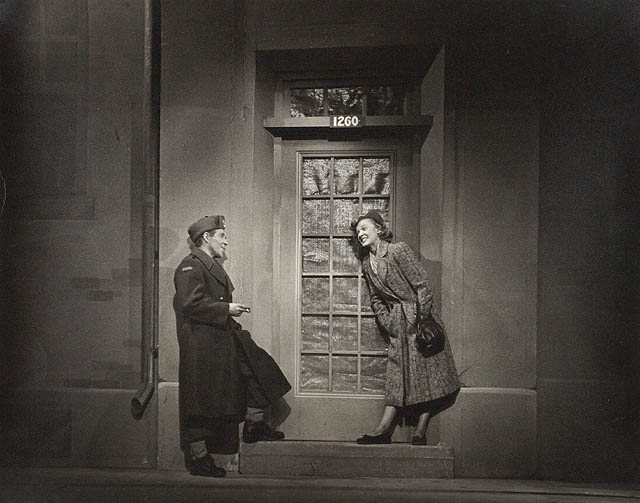
Gratien Gélinas et Muriel Guilbault dans Tit-Coq

- La Famille Plouffe, téléroman. Doris Lussier y incarne le personnage du Père Gédéon, rôle qu'il va poursuivre comme comédien pendant plusieurs décennies.

### Religion
- 6 juillet : érection du Diocèse de Yarmouth en Nouvelle-Écosse.
- L'archevêque Paul-Émile Léger devient cardinal.

## Naissances
- Dyane Adam, ancienne commissaire canadienne aux langues officielles.
- 8 janvier : Karen Redman, femme politique fédérale.
- 11 janvier : Susan Kadis, femme politique.
- 12 février : Guy Lizotte, poète.
- 15 février : Gerald Keddy, homme politique fédéral.
- 16 février : Lanny McDonald, ancien joueur de hockey sur glace.
- 27 février : Libby Davies, femme politique canadienne.
- 27 mars : Dennis Bevington, homme politique fédéral.
- 18 avril : Rick Moranis, acteur et réalisateur.
- 14 mai : 
  - Tom Cochrane, auteur et chanteur.
  - John Rutsey, premier batteur du groupe de rock canadien.
- 21 mai : Kathleen Wynne, première ministre de l'Ontario.
- 23 juin : Albina Guarnieri, femme politique.
- 3 juillet : Dave Lewis, ancien joueur professionnel de hockey sur glace.
- 9 juillet : Margie Gillis, danseuse et chorégraphe.
- 15 juillet : Mila Mulroney, femme du 18e premier ministre du Canada Brian Mulroney.
- 25 juillet : Barbara Haworth-Attard, écrivaine.
- 29 juillet : Geddy Lee, chanteur.
- 17 août : Robert Thirsk, astronaute.
- 27 août : Alex Lifeson,  guitariste de rock.
- 11 septembre : Michael Sabia, homme d'affaires et directeur financier canadien.
- 16 septembre : Nancy Huston, écrivaine.
- 30 septembre : Stephen Michael Stirling, auteur.
- 4 octobre : Lui Temelkovski, homme politique canadien.
- 29 octobre : Denis Potvin, ancien joueur de hockey sur glace.
- 13 décembre : Bob Gainey, entraîneur de hockey sur glace.
- 18 décembre : Daniel Poliquin, écrivain.
- 23 décembre : Holly Dale, réalisatrice et actrice.

## Décès
- 2 janvier : Gordon Daniel Conant, premier ministre de l'Ontario par intérim.
- 5 janvier : Mitchell Hepburn, premier ministre de l'Ontario.
- 13 janvier : Alfred Laliberté, sculpteur.
- 26 janvier : Athanase David, sénateur, ministre du Québec.
- 30 mars : Alexandre Vachon, archevêque d'Ottawa.
- 2 septembre : George Stewart Henry, premier ministre de l'Ontario.
- 29 novembre : Sam De Grasse, acteur.